# Bactrocera unistriata
Bactrocera unistriata är en tvåvingeart som först beskrevs av Drew 1971.  Bactrocera unistriata ingår i släktet Bactrocera och familjen borrflugor. Inga underarter finns listade.